# Elvira Betrone
Pour les articles homonymes, voir Betrone.
Elvira Betrone née Elvira  Sanipoli  à Rome le 6 février 1881 et morte à Milan le 6 août 1961 est une actrice italienne.

## Biographie
Elvira Sanipoli débute au théâtre dans la compagnie de Ermete Novelli puis celle de  Ruggero Ruggeri et Virgilio Talli dans laquelle elle fait la connaissance de l'acteur Annibale Betrone qu'elle épouse le 20 février 1912. Après son mariage, elle prend le nom Elvira Betrone continuant sa carrière au théâtre en compagnie de son mari.
En 1940, elle débute au cinéma dans  Il sogno di tutti réalisé par Oreste Biancoli et László Kish. Dans les films, elle interprète des rôles secondaires (comtesse, mère âgée, mère supérieure...).
En 1950, à la mort de son mari, Elvira se retire de la scène, revenant occasionnellement au théâtre en 1954, dans Comme les feuilles , en 1955, dans  Zio Vanja mise en scène de Luchino Visconti et en 1958,  L'anima buona di Sezuan mise en scène par Giorgio Strehler. 
Elvira Betrone est la tante de l'acteur  Vittorio Sanipoli.

## Filmographie partielle
- 1941 : Mademoiselle Vendredi
- 1942 :
  - Un garibaldien au couvent
  - Un pilote revient
  - Gelosia
  - Nous, les vivants
- 1943 : 
  - Quelli della montagna de  Aldo Vergano
  - C'e sempre un ma! de Luigi Zampa
- 1945 : Sept femmes, sept destins (Nessuno torna indietro) d'Alessandro Blasetti
- 1945 : I dieci comandamenti (1945)
- 1950 : Mara fille sauvage
- 1951 : Core 'ngrato